# Náměstí Kinských
Náměstí Kinských (lidově U Tanku) je náměstí v Praze, v obvodu a městské části Praha 5 a ve čtvrti Smíchov.
Náměstí se jmenuje podle šlechtického rodu Kinských, jehož příslušníci vybudovali letohrádek Kinských v Kinského zahradě, která na náměstí navazuje na jeho západní straně. Za první republiky neslo náměstí název Štefánikovo náměstí. V letech 1940–1945 se nazývalo Albrechtovo náměstí (podle rakouského arcivévody Albrechta, po němž se původně jmenovala i zdejší kasárna). Po osvobození se náměstí vrátil název Štefánikovo náměstí. V letech 1951–1994 se jmenovalo náměstí Sovětských tankistů na paměť osvobození Prahy Rudou armádou.
Východní část náměstí uzavírá justiční palác se sídlem Krajského soudu v Praze.
Střed náměstí má parkovou úpravu. Původně zde stávala Medvědí fontána od Jeronýma Kohla, která byla v roce 1951 přemístěna na Náměstí 14. října. Později zde stával Památník osvoboditelů s tzv. smíchovským tankem neboli tankem číslo 23. Tank je od roku 1991, kdy jej David Černý přetřel na růžovo, znám také pod názvem Růžový tank. Od roku 2002 se zde nachází fontána Propadliště času od sochaře Jana Laudy.
V severozápadní části náměstí se nachází plastika Torzo tanku, kterou sem výtvarník David Černý umístil v srpnu 2018 u příležitosti 50. výročí srpnové invaze z roku 1968.
Poblíž tramvajové zastávky je umístěna socha ukrajinského básníka a předního představitele národního obrození Tarase Ševčenka. Slavnostně byla odhalena ukrajinským prezidentem Viktorem Juščenkem 25. března 2009.